# فاديك
التحكم الكامل السلطة في المحرك رقميا (full authority digital engine control) أو التحكم الكامل السلطة في الإلكترونيات رقميا (full authority digital electronics control) يُشار إليه عادة باسم (فاديك) (FADEC) هو نظام يتكون من جهاز كمبيوتر رقمي، يسمى «وحدة التحكم الإلكترونية في المحرك» (EEC) أو «وحدة التحكم في المحرك» (ECU)، وملحقاتها ذات الصلة التي تتحكم في جميع الجوانب من أداء محرك الطائرات. تم إنتاج فاديك لكل من المحركات المكبسية والمحركات النفاثة.

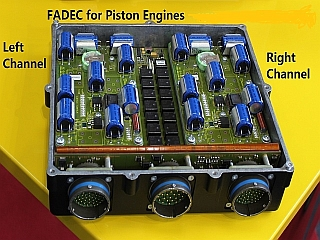
فاديك لمحرك المكبس

## تاريخ
الهدف من أي نظام تحكم في المحرك هو السماح للمحرك بالعمل بأقصى قدر من الكفاءة لظروف معينة. في الأصل، كانت أنظمة التحكم في المحرك تتكون من روابط ميكانيكية بسيطة متصلة ماديًا بالمحرك. من خلال تحريك هذه الروافع، يمكن للطيار أو مهندس الطيران التحكم في تدفق الوقود وخرج الطاقة والعديد من معلمات المحرك الأخرى. «كوماندوغيرات» (Kommandogerät) كانت وحدة التحكم في المحرك الميكانيكي / الهيدروليكي لمحرك الطيران الشعاعي المكبس بي ام دبليو 801 الألماني في الحرب العالمية الثانية مجرد مثال بارز على ذلك في مراحل التطوير اللاحقة. تم استبدال هذا التحكم الميكانيكي في المحرك تدريجيًا أولاً بالتحكم الإلكتروني التناظري في المحرك، ولاحقًا، التحكم الرقمي في المحرك.
يعمل التحكم الإلكتروني التناظري على تغيير الإشارة الكهربائية لتوصيل إعدادات المحرك المطلوبة. أظهر النظام تحسنًا واضحًا على التحكم الميكانيكي ولكن كان له عيوبه، بما في ذلك التداخل الإلكتروني للضوضاء وقضايا الموثوقية. تم استخدام التحكم التناظري الكامل للسلطة في الستينيات وتم تقديمه كعنصر من مكونات محرك رولزرويس / سنيكما أوليمبوس 593 لطائرة النقل الأسرع من الصوت كونكورد. ومع ذلك، كان التحكم في المدخل الأكثر أهمية رقميًا على طائرات الإنتاج.
يتبع التحكم الإلكتروني الرقمي. في عام 1968، عملت رولز رويس وإليوت أوتوميشن، بالاشتراك مع المؤسسة الوطنية لتوربينات الغاز، على نظام تحكم رقمي في المحرك أكمل عدة مئات من الساعات من التشغيل على رولز رويس أوليمبوس (Mk 320). في سبعينيات القرن الماضي، جربت ناسا وبرات وويتني أول تجربة فاديك تجريبية لها، أولًا على متن طائرة إف-111 مزودة بمحرك أيسر برات آند ويتني تي إف 30 معدّل للغاية. أدت التجارب إلى أن تكون Pبرات آند ويتني إف 100 وبرات آند ويتني بيه دبليو2000 أول محركات عسكرية ومدنية، على التوالي، مزودة بـ فاديك، ولاحقًا محرك برات آند ويتني بي دبليو 4000 كأول محرك تجاري مع فاديك «مزدوج». كان أول محرك فاديك في الخدمة هو محرك رولز رويس بيغاسوس الذي تم تطويره لـ هاري الثانية بواسطة داوتي وسميث لصناعات التحكم.

## دور
لا يتوفر أي شكل من أشكال التجاوز اليدوي للتحكم في المحرك الرقمي ذي السلطة الكاملة الحقيقية، مما يضع السلطة الكاملة على معلمات تشغيل المحرك في يد الكمبيوتر. في حالة حدوث عطل كامل في فاديك، يفشل المحرك. إذا تم التحكم في المحرك رقميًا وإلكترونيًا ولكنه يسمح بالتجاوز اليدوي، فإنه يعتبر فقط «وحدة تحكم إلكترونية في المحرك» (EEC) أو ECU. على الرغم من كون «وحدة التحكم الإلكترونية في المحرك» (EEC) مكونًا من فاديك، فهي ليست فاديك في حد ذاتها. عند الوقوف بمفرده، تتخذ (EEC) جميع القرارات حتى يرغب الطيار في التدخل.
تعمل فاديك من خلال تلقي متغيرات إدخال متعددة لحالة الرحلة الحالية بما في ذلك كثافة الهواء، وموضع ذراع الخانق، ودرجات حرارة المحرك، وضغط المحرك، والعديد من المعلمات الأخرى. يتم استلام المدخلات من قبل «وحدة hgتحكم hgإلكترونية في المحرك» (EEC) وتحليلها حتى 70 مرة في الثانية. يتم حساب معلمات تشغيل المحرك مثل تدفق الوقود، وموضع ريشة الجزء الثابت، وموضع صمام تسييل الهواء، وغيرها من هذه البيانات ويتم تطبيقها حسب الاقتضاء. تتحكم فاديك أيضًا في بدء تشغيل المحرك وإعادة تشغيله. الغرض الأساسي من فاديك هو توفير الكفاءة المثلى للمحرك لظروف طيران معينة.
لا توفر فاديك تشغيل المحرك بكفاءة فحسب، بل تسمح أيضًا للشركة المصنعة ببرمجة قيود المحرك وتلقي تقارير عن صحة المحرك وصيانته. على سبيل المثال، لتجنب تجاوز درجة حرارة محرك معينة، يمكن برمجة فاديك لاتخاذ الإجراءات اللازمة تلقائيًا دون تدخل الطيار.

### أمان
مع اعتماد تشغيل المحركات بشكل كبير على الأتمتة، تعد السلامة مصدر قلق كبير. يتم توفير التكرار في شكل قناتين أو أكثر من القنوات الرقمية المنفصلة والمتطابقة. قد توفر كل قناة جميع وظائف المحرك دون قيود. تراقب فاديك أيضًا مجموعة متنوعة من البيانات الواردة من الأنظمة الفرعية للمحرك وأنظمة الطائرات ذات الصلة، مما يوفر تحكمًا متسامحًا في المحرك.
تم الاستشهاد بمشاكل التحكم في المحرك التي تسببت في وقت واحد في فقدان قوة الدفع على ما يصل إلى ثلاثة محركات كأسباب سببية في تحطم طائرة إيرباص A400M في إشبيلية إسبانيا في 9 مايو 2015. أكد مروان لحود، رئيس الإستراتيجية في إيرباص، في 29 مايو أن برنامج التحكم في المحرك المثبت بشكل غير صحيح تسبب في الحادث المميت. «لا توجد عيوب هيكلية في الطائرة، لكن لدينا مشكلة جودة خطيرة في التجميع النهائي.»

### التطبيقات
قد توضح رحلة طائرة نقل مدنية نموذجية وظيفة فاديك. يقوم طاقم الرحلة أولاً بإدخال بيانات الرحلة مثل ظروف الرياح أو طول المدرج أو ارتفاع الرحلة في نظام إدارة الرحلة (FMS). يستخدم (FMS) هذه البيانات لحساب إعدادات الطاقة لمراحل مختلفة من الرحلة. عند الإقلاع، يقوم طاقم الرحلة بدفع دواسة الوقود إلى وضع محدد مسبقًا، أو يختار الإقلاع التلقائي الخانق إذا كان ذلك متاحًا. تطبق فاديك الآن إعداد الدفع المحسوب للإقلاع عن طريق إرسال إشارة إلكترونية إلى المحركات؛ لا يوجد رابط مباشر لفتح تدفق الوقود. يمكن تكرار هذا الإجراء في أي مرحلة أخرى من الرحلة. 
أثناء الرحلة، يتم إجراء تغييرات صغيرة في العملية باستمرار للحفاظ على الكفاءة. يتوفر الحد الأقصى للدفع في حالات الطوارئ إذا تقدم الخانق إلى أقصى حد، ولكن لا يمكن تجاوز القيود؛ لا يمتلك طاقم الطائرة أي وسيلة لتجاوز فاديك يدويًا. 

## مزايا
- كفاءة أفضل في استهلاك الوقود.
- حماية تلقائية للمحرك من العمليات التي لا تسمح بالتسامح.
- أكثر أمانًا حيث يوفر كمبيوتر فاديك متعدد القنوات التكرار في حالة الفشل.
- مناولة خالية من العناية بالمحرك، مع إعدادات دفع مضمونة.
- القدرة على استخدام نوع محرك واحد لمتطلبات الدفع الواسعة بمجرد إعادة برمجة فاديك.
- يوفر بدء تشغيل شبه التلقائي للمحرك.
- تكامل أفضل للأنظمة مع أنظمة المحركات والطائرات.
- يمكن أن توفر مراقبة وتشخيص صحة المحرك على المدى الطويل.
- يزداد عدد المعلمات الخارجية والداخلية المستخدمة في عمليات التحكم بترتيب واحد من حيث الحجم.
- يقلل من عدد المعلمات التي يجب مراقبتها من قبل أطقم الطيران.
- نظرًا للعدد الكبير من المعلمات التي تتم مراقبتها، تتيح فاديك «أنظمة تسامح الأخطاء» ("Fault Tolerant Systems") (حيث يمكن للنظام أن يعمل ضمن الموثوقية المطلوبة وحدود السلامة مع تكوينات أخطاء معينة).
- يحافظ على خفة الوزن.

## سلبيات
- لا يتوفر أي شكل من أشكال التجاوز اليدوي للتحكم الرقمي الكامل في المحرك، مما يضع السلطة الكاملة على معلمات تشغيل المحرك في يد الكمبيوتر. (انظر الملاحظة)
  - في حالة حدوث عطل كامل في فاديك، يفشل المحرك. (انظر الملاحظة)
  - عند فشل فاديك الكامل، لا يمتلك الطيارون أدوات تحكم يدوية لإعادة تشغيل المحرك أو الخانق أو وظائف أخرى. (انظر الملاحظة)
  - يمكن التخفيف من مخاطر نقطة واحدة من الفشل باستخدام فاديك الزائدة عن الحاجة (بافتراض أن الفشل هو عطل عشوائي في الأجهزة وليس نتيجة للتصميم أو خطأ في التصنيع، مما قد يتسبب في حدوث حالات فشل متطابقة في جميع المكونات الزائدة عن الحاجة). (انظر الملاحظة)
- درجة عالية من التعقيد في النظام مقارنة بأنظمة التحكم الهيدروميكانيكية أو التناظرية أو اليدوية.
- جهود عالية في تطوير النظام والتحقق من صحته بسبب التعقيد.
- في حين أنه في حالة الأزمات (على سبيل المثال، التلامس الوشيك مع التضاريس)، يمكن لمحرك غير تابع لـ فاديك أن ينتج أكثر بكثير من قوة الدفع المقدرة، فإن محرك فاديك سيعمل دائمًا في حدوده. (انظر الملاحظة)

ملحوظة: يمكن تجاوز معظم محركات الطائرات الحديثة التي يتم التحكم فيها بواسطة فاديك (خاصة تلك الخاصة بمجموعة عمود الدوران التوربيني) ووضعها في الوضع اليدوي، مما يؤدي بشكل فعال إلى مواجهة معظم العيوب في هذه القائمة. يجب أن يكون الطيارون على دراية تامة بمكان وجود التجاوز اليدوي، لأن المشاركة غير المقصودة للوضع اليدوي يمكن أن تؤدي إلى زيادة سرعة المحرك.

## متطلبات
- يجب استخدام العمليات الهندسية لتصميم وتصنيع وتركيب وصيانة المستشعرات التي تقيس وتبلغ عن معلمات الرحلة والمحرك إلى نظام التحكم نفسه.
- غالبًا ما تُستخدم عمليات هندسة الأنظمة الرسمية في تصميم وتنفيذ واختبار البرامج المستخدمة في أنظمة التحكم الحرجة للسلامة هذه. أدى هذا المطلب إلى تطوير واستخدام برامج متخصصة مثل أدوات هندسة النظم القائمة على النماذج (MBSE). مجموعة أدوات تطوير التطبيقات (SCADE) من (Esterel Technologies) (يجب عدم الخلط بينها وبين فئة التطبيق سكادا) هي مثال على أداة (MBSE) وقد تم استخدامها كجزء من تطوير أنظمة فاديك.

## بحث
قامت وكالة ناسا بتحليل بنية فاديك الموزعة بدلاً من الهندسة المركزية الحالية، خاصةً لطائرات الهليكوبتر. من المحتمل أن تكون المرونة الأكبر وتكاليف دورة الحياة المنخفضة من مزايا التوزيع.

## روابط خارجية
- هارير يطير بجهاز Pegasus الذي يتم التحكم فيه رقميًا - مقال نُشر عام 1982 في مجلة Flight International
- محركات التحكم النشط مقالة Flight International عام 1988 عن محركات فاديك